# Fronti Basse sul Bisagno
Le Fronti Basse sul torrente Bisagno facevano parte dell'ultima delle cinte murarie di Genova, quella realizzata nel 1632, detta delle Mura Nuove. 
Costituivano il tratto di mura che doveva varcare la zona pianeggiante (da cui Fronti Basse) verso la foce del Bisagno, stretta tra i colli di Montesano e Carignano, ed opposta alla collina di Albaro.
La loro complessa struttura occupava le aree delle attuali piazza della Vittoria, piazza Verdi, Stazione Brignole.

## Storia

### La costruzione
L'area in cui nel XVII secolo sarebbe stata costruita questa struttura costituiva un punto debole nel sistema difensivo cittadino, non essendo possibile, come per il resto della cinta muraria, sfruttare le asperità naturali del terreno. Di fronte a questo tratto di mura infatti si trovava solo un'ampia zona pianeggiante, attraversata dal Bisagno, compresa tra l'inizio dell'attuale via XX Settembre e la collina di Albaro.
Tenendo conto che nel XVII secolo, all'epoca della costruzione delle Mura Nuove, non esistevano ancora le fortificazioni di levante, sarebbe stato facile per un esercito nemico occupare la piana del Bisagno e da lì bombardare le mura ed espugnare la città.
Per tale motivo fu deciso di rafforzare questo tratto di mura fu con due ampi bastioni, protetti da rivellini triangolari posti in posizione avanzata rispetto ai primi verso il torrente Bisagno, e con una serie di fossati oltre a quello esterno alla cinta.

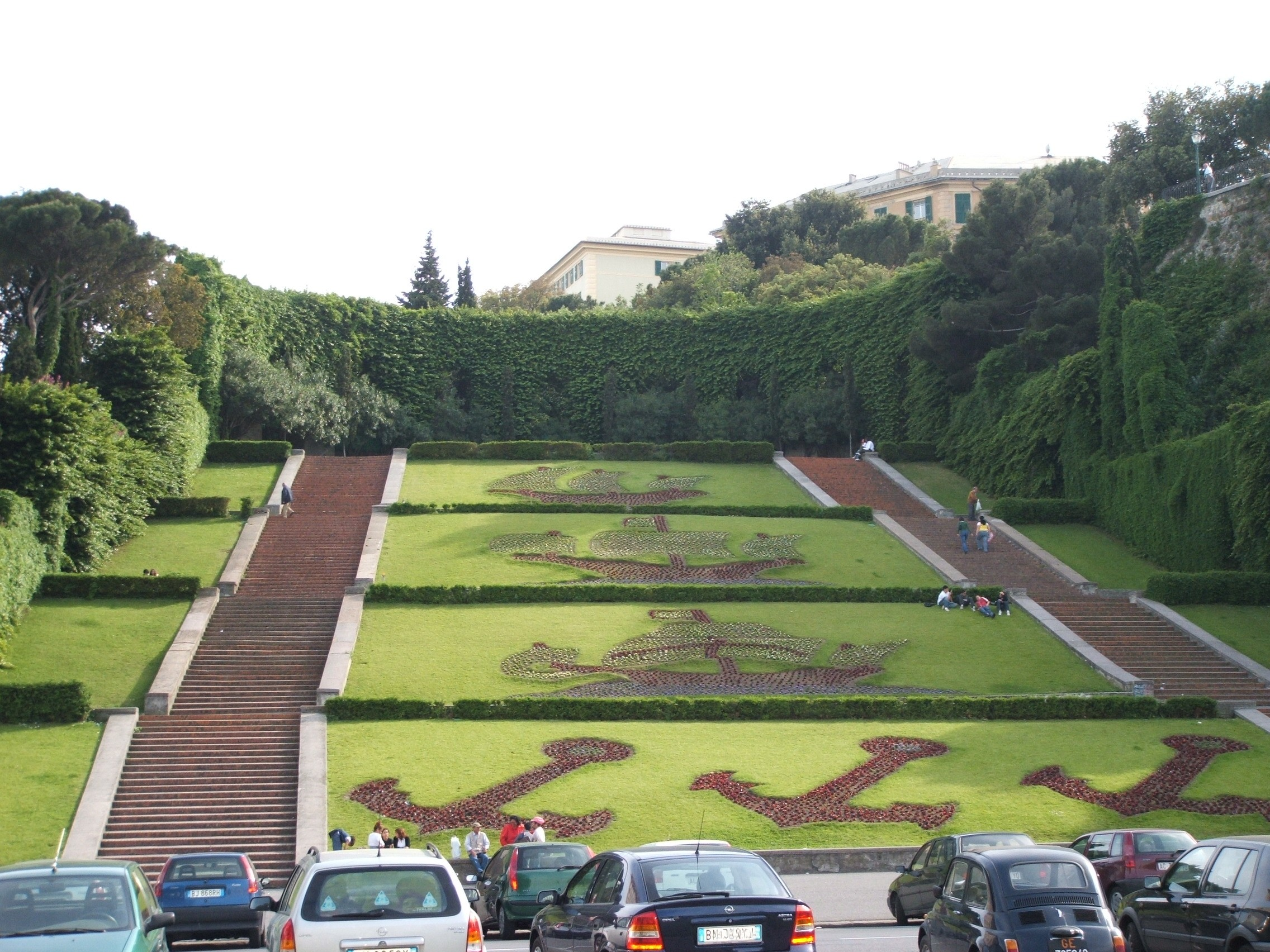
La scalinata delle Caravelle

Le “Fronti Basse” si raccordavano poi alle Mura del Cinquecento (dette Mura Vecchie). Il collegamento era poco a Sud della Porta Pila, con un tratto ascendente e gradonato di mura, sul sito delle attuali aiuole delle caravelle, che le univa al bastione delle Cappuccine (ultimo della serie della cortina delle mura del Prato). Dall'altro lato, dalla parte cioè di San Vincenzo, le mura si raccordavano ai successivi bastioni dello Zerbino, sempre appartenenti alle Mura Nuove.

### La demolizione
A partire dal Ottocento, dopo la costruzione delle fortificazioni a levante, venne meno l'importanza strategica di questa cinta difensiva, e nel 1875, il comune di Genova, che l'anno prima aveva inglobato i comuni della bassa val Bisagno posti all'esterno delle mura (Foce, Marassi, San Francesco d’Albaro, San Fruttuoso, San Martino d’Albaro e Staglieno) chiese al demanio militare l'autorizzazione a demolire le “Fronti Basse” per consentire l'espansione della città verso i comuni annessi. Tale autorizzazione fu concessa solo nel 1888: i lavori, iniziati due anni più tardi, furono completati nel 1892, in tempo per allestire sulla spianata ricavata dalle demolizioni l'Esposizione Colombiana, nel quarto centenario della scoperta dell'America.
Su quest'area, che agli inizi del Novecento fu utilizzata anche per esercitazioni militari, furono successivamente edificate la Stazione Brignole con la prospiciente piazza Verdi e piazza della Vittoria.

### Le porte della città nelle Fronti Basse
Nelle Fronti Basse si aprivano le due porte principali della città a Levante:

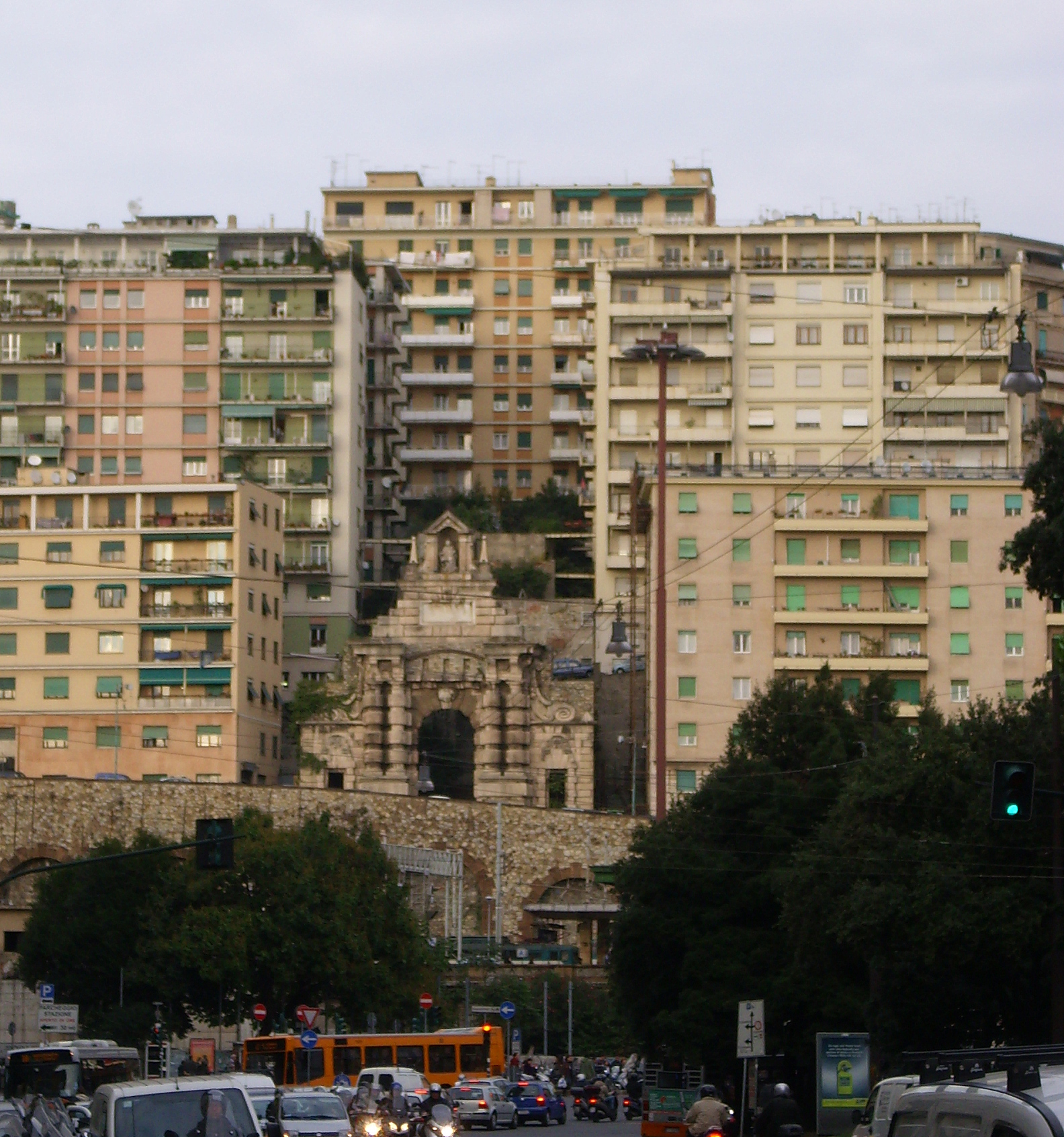
Porta Pila ricostruita sopra la stazione di Genova Brignole

- Porta Pila, la più monumentale, si trovava allo sbocco di via della Consolazione (corrispondente al tratto non porticato dell'attuale via XX Settembre, quindi alla congiunzione delle attuali via XX Settembre, via Cadorna e via Fiume. In corrispondenza di Porta Pila, sulla riva opposta del Bisagno, si trovava Borgo Pila (che faceva parte della Foce), collegato a questo ingresso attraverso il ponte Pila. Porta Pila ricostruita sopra la stazione di Genova BrignoleDagli anni settanta dell'Ottocento, la necessità di un più ampio accesso veicolare costrinse all'apertura, nelle mura ai lati di Porta Pila, di due fornici ausiliari, analogamente a quanto era stato poco prima fatto con la retrostante Porta dell'Arco. Dal 1890, quando furono demolite le Fronti Basse, la porta rimase al suo posto per un certo periodo a segnare con la sua arcata l'inizio di via XX Settembre anche se erano scomparse le mura attorno ad essa. Negli anni seguenti anche la porta rischiò di essere abbattuta, ma dopo un lungo dibattito fu deciso di smontarla e ricostruirla sul soprastante colle di Montesano, dietro alla stazione ferroviaria di Brignole. Inizialmente posta trasversalmente su via Montesano, dopo la seconda guerra mondiale, per far posto all'ampliamento della stazione, fu nuovamente spostata di un centinaio di metri e collocata come mero elemento ornamentale lateralmente alla via, nella posizione in cui si trova adesso, dalla quale domina il parco binari della stazione.
- Porta Romana, collocata allo sbocco della via San Vincenzo, all'angolo di via Fiume, era più piccola della prima e si apriva sul tracciato dell'antica via Romana, che conduceva a levante. Il Bisagno da questa parte era attraversato dal ponte medioevale di Sant'Agata, subito dopo aver lasciato presso il Borgo degli Incrociati la strada che percorrendo tutta la Val Bisagno, portava in Emilia attraverso la val Trebbia. A seguito della demolizione delle Fronti Basse la Porta Romana venne anch'essa demolita, e nulla è quindi dato sapere del suo originale apparato scultoreo in bugnato.

Una delle due porte fu disegnata dall'architetto Bartolomeo Bianco. Si presume fosse la Porta Pila per la sua maggiore monumentalità, ma alcuni non escludono si trattasse invece della Porta Romana.